# Mariagerfjord Festuge
Mariagerfjord Festuge er en festuge, fyldt med musik, kultur og en række forskellige aktiviteter i hele Mariagerfjord Kommune. Der er koncertscener på Torvet i Hadsund og på Store Torv i Hobro, hvor der om eftermiddagen er musik for unge og gamle, og alle butikker i Hobro, Hadsund og Mariager har længe åbent. I 2014 startede festugen med officielt indgivelse af borgmester Mogens Jespersen den 2. maj hvor der også var arrangeret Open by Night i Hobro og Hadsund.
Mariagerfjord Festuge så dagens lys i 2010 hvor der var 50 arrangementer, i 2012 var der 86 arrangementer og i 2014 var der 150 arrangementer.

## Koncerter
Koncerter i 2014.
- NOAH - I Hobro & Hadsund
- L.I.G.A - I Hobro & Hadsund
- Hadsund Skole-Orkester - I Hadsund

## Arrangementer
Arrangementer i 2014. Ikke alle arrangementer er medtaget.
- Hadsund Butikscenter - LOF's Mavedanser og LOF's Zumba gav opvisning på scenen. Naturens ambulance eller Danmarks Naturfredningsforening kom og fortalte om den danske natur. FIFA 2014 turnering.
- GASmuseet - Mikkel Rødvig fortalte om det fiske- og dyreliv i Mariager Fjord. Foredrag om bæredygtigt forbrug og opstart på det store fælles klædeskab.
- Mariagerfjord Gymnasium - Koncert med Aarhus Jazz Orchestra. Gallakoncert med Mariagerfjords tre pigekor - Spirekor, Juniorkor og Pigekor.
- Hadsund KulturCenter - Afsløring af Festugemaleriet. Koncert med Blæseorkestret PUST.
- Sødisbakke - Koncert med Pop & Compagni
- Ishuset - Koncert med Sekouia.
- Hadsund Kirke - Koncert med Hadsund Koret.
- Hadsund Skole - Stompkoncert med kommunens 5. klasser.
- Danmarks Saltcenter - Åbent hus.

Det største motionsløb på egnen Beauté Pacifique Kvindeløb i Hadsund skydes i gang med 1.158 løbere.